# Adi Mehremić
Adi Mehremić (ur. 26 kwietnia 1992 w Sarajewie) – bośniacki piłkarz, występujący na pozycji środkowego obrońcy, od 2025 w ASKÖ Oedt.

## Kariera klubowa
W 2010 rozpoczął karierę piłkarską w Radniku Hadžići. Latem 2011 przeszedł do Veležu Mostar. W lutym 2013 przeniósł się do Olimpiku Sarajewo. Latem 2013 wyjechał na Słowację, gdzie występował w MFK Ružomberok. Podczas przerwy zimowej sezonu 2013/14 zasilił skład łotewskiego Spartaksu Jurmała. Po wygaśnięciu kontraktu w styczniu 2015 przeniósł się do czeskiego MFK Frýdek-Místek. W styczniu 2016 wrócił na Słowację, gdzie bronił barw klubów FK Senica i Spartak Myjava. 26 stycznia 2017 podpisał kontrakt z austriackim SKN St. Pölten. Na początku 2018 wrócił do ojczyzny, gdzie trafił do FK Željezničara. Z klubem tym wywalczył Puchar Bośni i Hercegowiny za sezon 2017/2018. 17 lipca 2018 został piłkarzem ukraińskich Karpat Lwów. 6 lipca 2019 przeszedł do portugalskiego CD Aves, dla którego rozegrał w Primeira Liga 8 spotkań i zdobył 1 gola. Przed sezonem 2020/2021 podpisał roczną umowę z Wisłą Kraków, którą przedłużył 30 maja 2021. 20 stycznia 2022 został wypożyczony do końca sezonu, do izraelskiego Maccabi Petach Tikwa, z możliwością wykupu. Maccabi nie zdołało utrzymać się w lidze i zawodnik powrócił do Białej Gwiazdy. 26 sierpnia 2022, został kupiony z Wisły przez turecki İstanbulspor. W latach 2022–2023 reprezentował klub Səbail Baku, a w latach 2024–2025 Velež Mostar. 6 stycznia 2025 powrócił do Polski, zasilając szeregi pierwszoligowej Stali Stalowa Wola, z którą związał się półroczną umową.
10 lipca został zawodnikiem austriackiego trzecioligowego ASKÖ Oedt.

## Sukcesy
FK Željezničar
- Puchar Bośni i Hercegowiny: 2017/2018[19]